# Muzeum Farmacji im. mgr Antoniny Leśniewskiej
Muzeum Farmacji im. mgr Antoniny Leśniewskiej – jeden z oddziałów Muzeum Warszawy poświęcony historii farmacji w Warszawie i w Polsce.

## Historia muzeum
Muzeum powstało z inicjatywy prezesa Oddziału Warszawskiego Polskiego Towarzystwa Farmaceutycznego Kazimierza Radeckiego dzięki wsparciu Przedsiębiorstwa Zaopatrzenia Farmaceutycznego „CEFARM” w Warszawie. Zostało otwarte 26 stycznia 1985. Patronką muzeum jest Antonina Leśniewska, prekursorka emancypacji kobiet w dziedzinie farmacji i pierwsza Polka, która uzyskała stopień prowizora, a następnie magistra farmacji.
Pierwotnie muzeum mieściło się przy w Kamienicy Mathiasa Taubenhausa przy ul. Marszałkowskiej 72 gdzie od 1933 działała apteka Antoniny Leśniewskiej. W 1996 przeniesione zostało do siedziby „CEFARM-u” przy ul. Skierniewickiej 16/20. W obecnej siedzibie, na parterze kamienicy przy ul. Piwnej 31/33, mieści się od kwietnia 2006. W tej kamienicy mieszkał m.in. architekt Tylman z Gameren.
Muzeum zgromadziło ok. 2,5 tysiąca eksponatów związanych z farmacją, a jego zbiory stale się zwiększają. Biblioteka muzeum liczy 2600 wydawnictw zwartych.
Od 2002 placówka jest oddziałem Muzeum Warszawy.

## Ekspozycja
Muzeum Farmacji jest jednym z najmniejszych warszawskich muzeów. Wystawy stałe znajdują się w trzech salach.
W pierwszej można obejrzeć m.in. oryginalne wyposażenie apteki Marcina Olechowskiego w Wołominie i apteki miejskiej w Błoniu z okresu międzywojennego, wraz z tzw. pierwszym stołem aptecznym oraz kasą. Meble z apteki w Wołominie zostały wykonane z drewna orzechowego i z gruszy przez tamtejszego stolarza Ignatowicza według projektu i na zamówienie prowizora Marcina Olechowskiego. Najcenniejsze są cztery szafki narożne "szwongowane" z kryształowymi szybami i podobne szafki na leki i medykamenty. Ekspozycja wypełniona jest oryginalnymi porcelanowymi, szklanymi i kryształowymi butelkami oraz tekturowymi opakowaniami na substancje lecznicze, które również były darowiznami aptek i osób prywatnych z okolic Warszawy. 
Obok stołu aptecznego znajduje się laboratorium wykorzystywane do robienia leków na sucho oraz na mokro. Wśród eksponatów znajduje się m.in. tabletkarka tzw. tableau z 1903 pochodzące z Uniwersytetu w Moskwie oraz moździerz wykorzystywany do rozdrabniania trucizn. W muzeum można również obejrzeć inne przyrządy farmaceutyczne m.in. prasy, pigulnice i perkolatory. Cennym eksponatem jest też zegar apteczny firmy A. Modro z 1910, prawie kompletne wyposażenie laboratorium aptecznego z 1973 z apteki w Piasecznie oraz historyczna literatura. Zaliczyć do niej należy "Księgę główną apteczną z lat 1895-1898", komplet Kalendarzy Farmaceutycznych z lat 1921-1930 Franciszka Heroda, Komplet Bibliografii Lekarskiej XIX wieku Stanisława Konopki w 13 tomach, 12 tomową Encyklopedię Farmaceutyczną, woluminy Acta Poloniae Pharamaceutica i Wiadomości Farmaceutycznych. 
W 2011 placówka weszła w posiadanie najstarszych zachowanych w Warszawie mebli aptecznych pochodzących z przełomu XVIII i XIX wieku. Stanowiły one wyposażenie apteki działającej na parterze nieistniejącej Kamienicy Ambroszkiewicza przy ówczesnym placu św. Aleksandra (obecnie plac Trzech Krzyży) 10. W kwietniu 1860 jej właścicielem stał się znany farmaceuta Henryk Klawe. W latach 70. XX wieku kamienicę, która przetrwała wojnę, wyburzono, a meble przeniesiono do apteki przy ul. Krakowskie Przedmieście 19. Po likwidacji także tej apteki w 2011 meble trafiły na Piwną i są obecnie eksponowane w głównej sali muzeum.
W Muzeum Farmacji można również obejrzeć wystawę stałą poświęconą ludowej farmacji japońskiej Apteczki i leki japońskich wędrownych aptekarzy, która jest darem rodziny Kashimoto.
Do najstarszych eksponatów należy kolekcja naczyń aptecznych pochodzących z apteki działającej od 1602 przy Zamku Królewskim wydobytych w trakcie badań archeologicznych. Muzeum posiada w swoich zbiorach również eksponaty związane z różnymi dziedzinami medycyny m.in. przyrządy chirurgiczne, ginekologiczne i stomatologiczne.
Poza ekspozycją stałą muzeum organizuje również wykłady, a także zajęcia edukacyjne dla szkół podstawowych i liceów. Udostępnia również posiadane zbiory biblioteczne i archiwalne.

## Galeria

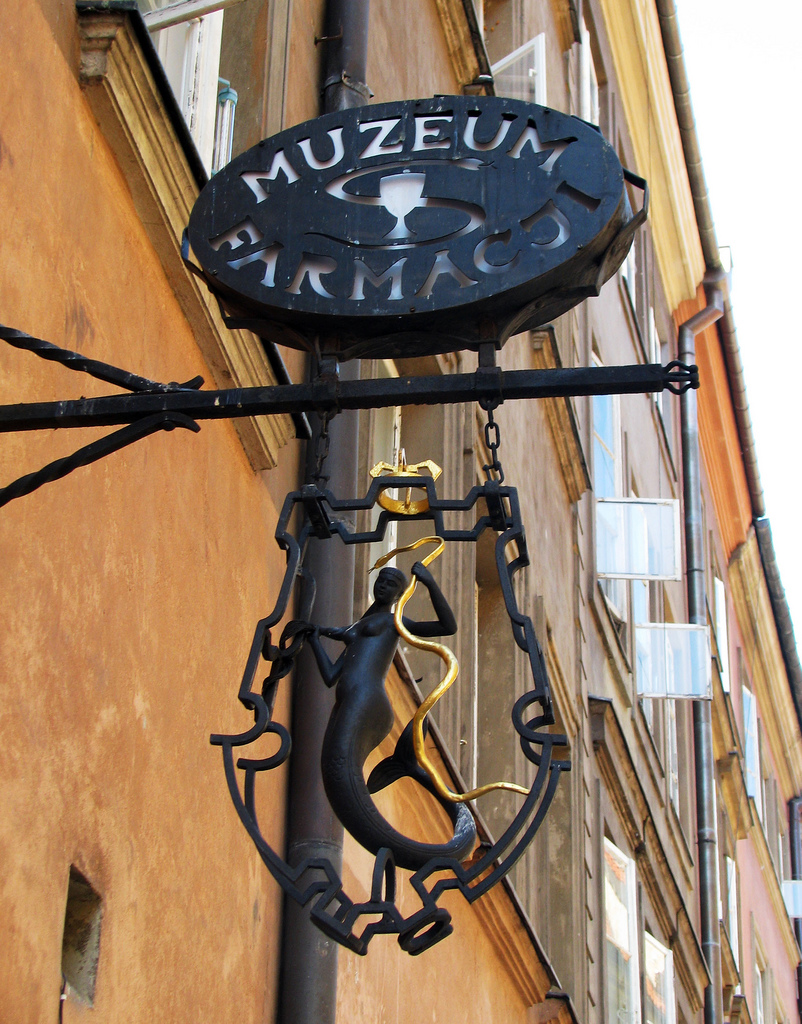
Metaloplastyka przy wejściu do muzeum
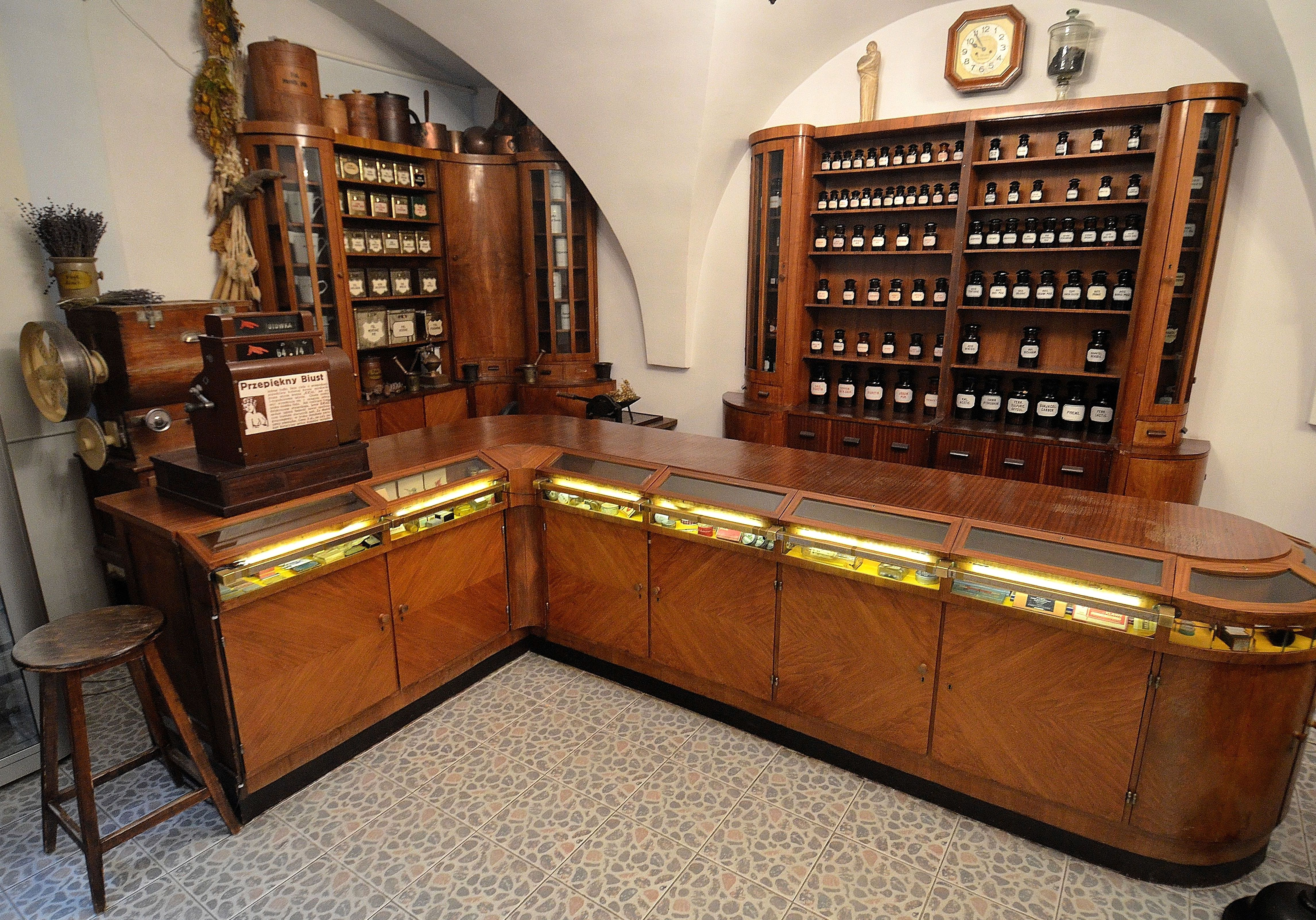
Fragment ekspozycji – wyposażenie apteki Marcina Olechowskiego z okresu międzywojennego
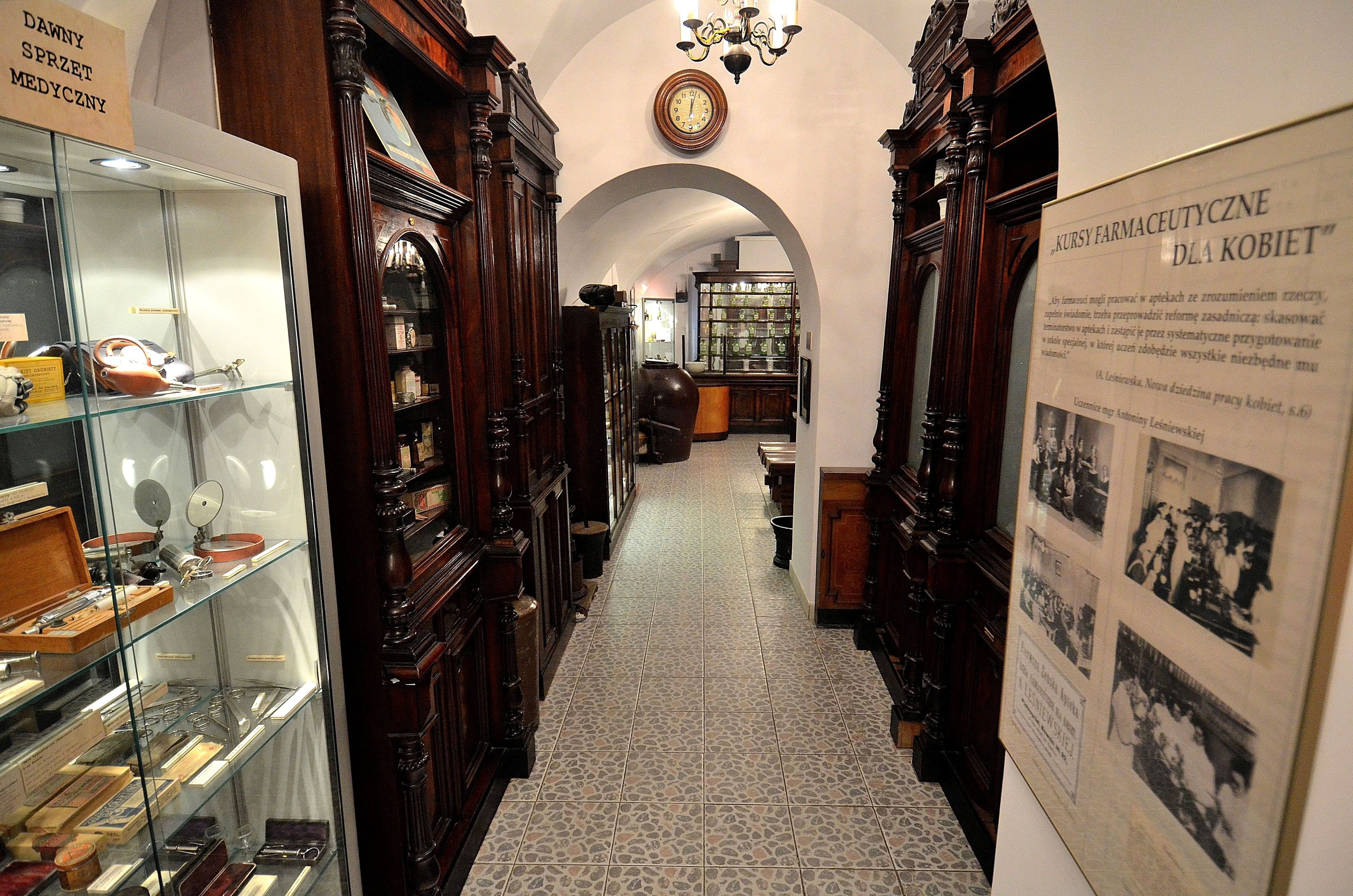
Eksponaty w korytarzu prowadzącym do głównej sali muzeum
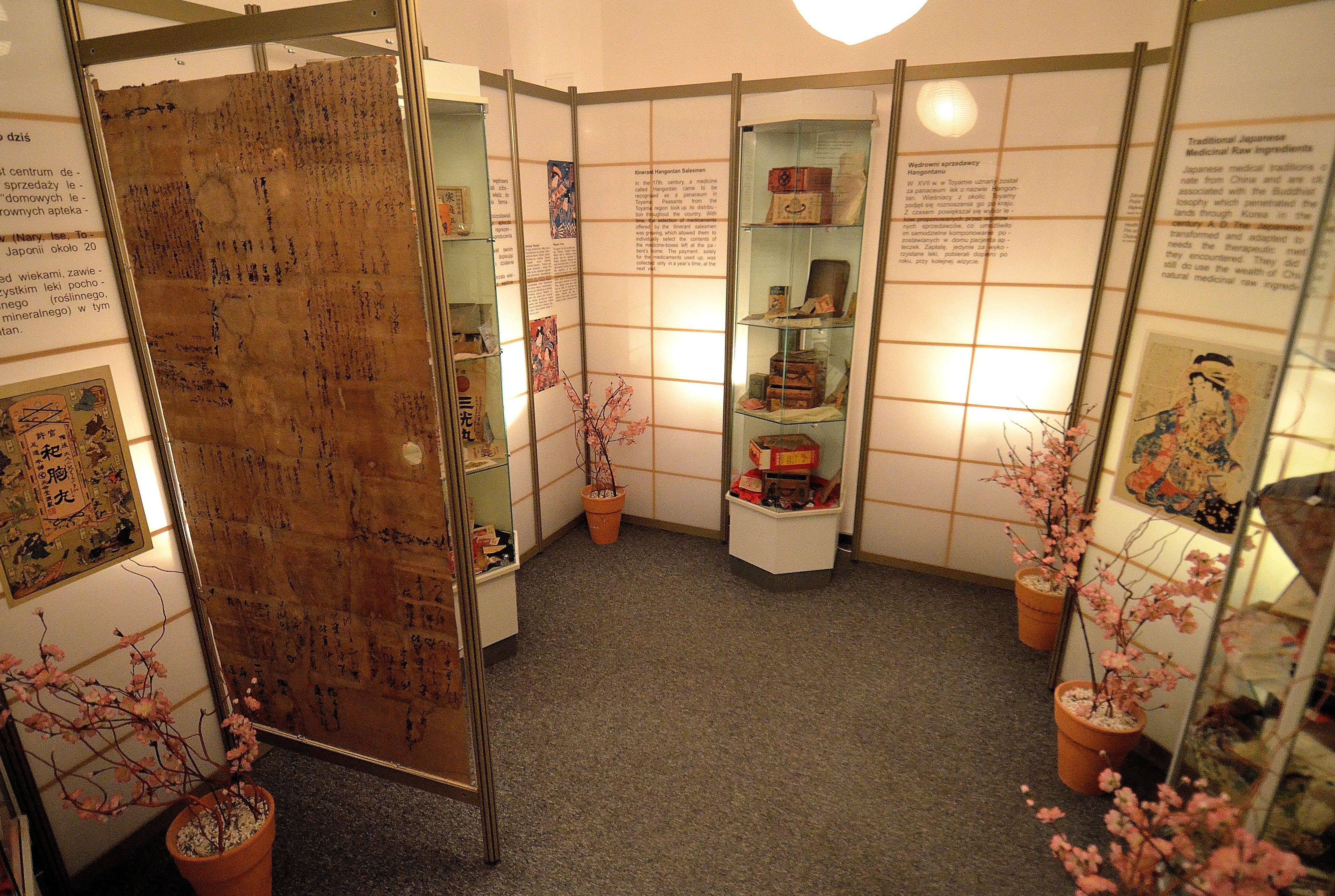
Wystawa Apteczki i leki japońskich wędrownych aptekarzy